# Osman el-Sayed
Pour les articles homonymes, voir El-Sayed.
Osman El-Sayed (né le 28 février 1930 à Alexandrie et mort le 21 avril 2013) est un lutteur égyptien spécialiste de la lutte gréco-romaine. Il participe aux Jeux olympiques d'été de 1960 en combattant dans la catégorie des poids mouches (-52 kg). Il remporte la médaille d'argent.

## Palmarès

### Jeux olympiques
- Jeux olympiques de 1960 à Rome,  Italie
  -  Médaille d'argent.

## liens externes
- CIO
- Olympedia
- United World Wrestling